# Kassenzulassung
Die Kassenzulassung (genauer: „sozialrechtliche Zulassung“) bezeichnet in Deutschland die Berechtigung eines Arztes, Psychologischen Psychotherapeuten, Kinder- und Jugendlichenpsychotherapeuten, Zahnarztes sowie eines Physio- oder Ergotherapeuten sowie Podologen, seine Leistungen über die Kassenärztliche Vereinigung (KV) bzw. Kassenzahnärztliche Vereinigung (KZV) zu Lasten der gesetzlichen Krankenversicherungen abzurechnen. Die Kassenzulassung erfolgt in Deutschland durch einen Verwaltungsakt.
In Österreich folgt die Berechtigung, als freiberuflicher Arzt an der ärztlichen Versorgung der Sozialversicherten teilzunehmen und die in einer Honorarordnung festgelegten Honorare direkt mit der Sozialversicherung abzurechnen, aufgrund eines privatrechtlichen Einzelvertrags des Arztes mit dem Träger der Krankenversicherung. Solche Ärzte werden Vertragsarzt oder Kassenarzt bezeichnet. Die Zahl der Vertragsärzte und ihre örtliche Verteilung wird unter Berücksichtigung der Zahl der Anspruchsberechtigten im Einvernehmen zwischen der Österreichischen Ärztekammer, der Bundeskurie der niedergelassenen Ärzte und dem Hauptverband der österreichischen Sozialversicherungsträger durch Gesamtverträge festgesetzt. Interessierte Ärzte können sich auf freie Vertragsarztstellen bewerben.

## Deutschland

### Zulassung
Die Zulassung der Ärzte, Psychotherapeuten und Zahnärzte erfolgt durch die von den Kassen(zahn-)ärztlichen Vereinigungen und den Landesverbänden der Krankenkassen sowie der Ersatzkassen für den Bezirk jeder Kassen(zahn-)ärztlichen Vereinigung oder für Teile dieses Bezirks errichteten Zulassungsstellen. Die Gremien sind paritätisch mit Vertretern der Ärzte, Psychotherapeuten oder Zahnärzte und der Krankenkassen besetzt und an die Vorgaben der jeweiligen Zulassungsverordnung gebunden. Im ärztlichen Bereich liegt zusätzlich die Bedarfsplanung der Zulassung zu Grunde. Im zahnärztlichen Bereich wurde die Zulassungsbeschränkung abgeschafft.
Für Psychologische Psychotherapeuten und Kinder- und Jugendlichenpsychotherapeuten gibt es diese Kassenzulassung seit dem Inkrafttreten des Psychotherapeutengesetzes 1999. 
Voraussetzung für die sozialrechtliche Zulassung, aber nicht gleichbedeutend mit dieser, ist die Approbation. Die Approbation wird von den zuständigen Landesbehörden des jeweiligen Bundeslandes erteilt.
Die kassenzugelassenen Ärzte werden auch als Vertragsarzt, Kassenarzt, bzw. Vertragszahnarzt oder Kassenzahnarzt bezeichnet. Die Psychotherapeuten Vertragspsychotherapeut oder Kassenpsychotherapeut.

### Versicherungsnachweis
Als Versicherungsnachweis der Patienten dient die Krankenversichertenkarte bzw. der Elektronischen Gesundheitskarte beim Arzt, Zahnarzt oder Psychotherapeuten. Dieser rechnet über die KV bzw. KZV mit den Krankenkassen ab. Dabei werden antragspflichtige Leistungen (z. B. Psychotherapie, Zahnersatz) von nicht antragspflichtigen Leistungen (z. B. Behandlung einer Fraktur) unterschieden.

### Wirtschaftliche Rahmenbedingungen
Für den Arzt oder Psychotherapeuten stellt die Kassenzulassung in den meisten Fällen die wirtschaftliche Grundlage seiner Berufsausübung dar, weil diese zur Behandlung des weit überwiegenden Bevölkerungsanteils berechtigt, der Mitglied einer gesetzlichen Krankenversicherung ist. Dem steht die Tatsache gegenüber, dass das System der kassenärztlichen Versorgung eine Vielzahl bürokratischer Regelungen aufweist. Als Alternative zum allgemein verbreiteten Sachleistungsprinzip gibt es seit Januar 2004 auch für die Pflichtversicherten die Kostenerstattung, die allerdings auf die Sätze begrenzt ist, die die gesetzlichen Krankenkassen im Rahmen der Sachleistung übernehmen müssten. Aus dieser Limitierung ergeben sich für den gesetzlich Versicherten eventuell selbst zu tragende Zusatzkosten, die bei Wahl des Kostenerstattungsprinzips durch eine private Zusatzversicherung abgedeckt werden können.

### Privatbehandlungen
Fehlt einem Behandler die Kassenzulassung, so kann er Leistungen nur privatrechtlich dem Patienten in Rechnung stellen. Patienten sichern ihr Kostenrisiko dann meist durch eine private Krankenversicherung ab.
Die Gebühren für private ärztliche oder psychotherapeutische Behandlung, auch im Rahmen sogenannter IGe-Leistungen (Individueller Gesundheitsleistungen), richten sich nach der Gebührenordnung für Ärzte (GOÄ), bei Psychotherapeuten nach der Gebührenordnung für Psychotherapeuten (GOP), bei Zahnärzten nach der Gebührenordnung für Zahnärzte (GOZ). Private Krankenversicherer erstatten in der Regel bis zum Dreieinhalbfachen der in der GOÄ/GOZ festgelegten Gebührensätze, manche private Krankenversicherungen auch darüber hinaus.

### Übertragbarkeit
Eine Kassenzulassung kann – anders als häufig fälschlicherweise behauptet – weder ge- noch verkauft werden. Es ist stets der Zulassungsausschuss der Kassenärztlichen Vereinigung, welcher über die Zulassung zur vertragsärztlichen Versorgung und damit Übertragung des Kassensitzes entscheidet. Dabei ist die Übergabe des Kassensitzes an Auflagen gebunden, die von den jeweiligen Kassenärztlichen Vereinigungen festgelegt werden. Wenn von einem "Praxiskauf" oder "Praxisverkauf" die Rede ist, geht es im Regelfall um den Übergang des ärztlichen Unternehmens samt Arbeitsverträgen, Praxisräumlichkeiten, Geräten und so weiter.
Bei Zahnärzten wird eine Kassenzulassung nicht mehr verkauft, seit zum 1. April 2007 die Zulassungsbeschränkung durch die Gesundheitsreform (GKV-Wettbewerbsstärkungsgesetz) im § 103 SGB V Abs. 8 aufgehoben wurde.